# La maschera di Ra
La maschera di Ra (The Mask of Ra) è un romanzo di Paul Doherty del 1998, uscito in Italia nel 1999.

## Trama
Di ritorno da una spedizione militare, il Faraone Thutmosi II muore a causa del morso di una vipera. Molti credono a un incidente, ma non il giudice Amerotke, poco convinto delle versioni ufficiali. Ben presto, i suoi sospetti trovano terribile conferma quando anche vari altri membri della spedizione vengono trovati morti assassinati, mentre oscuri presagi cadono sulla capitale. È chiaro che qualcuno sta tramando per distruggere l'ordine in tutto il regno d'Egitto, e solo un uomo come Amerotke ha abbastanza coraggio e acume per stanare il colpevole...

## Personaggi
- Thutmosi II: Faraone d'Egitto. Muore a inizio del libro.
- Amerotke: protagonista del libro e della serie. Giudice severo ma onesto, oltre che astuto e coraggioso.
- Hatusu: vedova di Thutmosi II, diverrà il Faraone Hatshepsut.

## Edizioni
- Paul Doherty, La maschera di Ra, Mantova, Mondadori, 17 novembre 1999,  p. 233.